# RULO

ルーローの三角形

RULO（ルーロ）は、パナソニックが製造・販売するロボット掃除機である。

## 概説
2015年（平成27年）に、同社初の民生用ロボット掃除機としてMC-RS1が発売された。「ルーローの三角形」に基づいた独自の本体形状とした。
2017年12月には「パナソニック・千葉工業大学産学連携センター」を設立し、千葉工業大学未来ロボット技術研究センター（fuRo）が開発したセンサー情報を用いた高速空間認識技術「ScanSLAM」を活用するMC-RSF1000を製品化した。

## 前史
松下電器産業（現・パナソニック）は、2001年（平成13年）に開発中のロボット掃除機を公開した。売価は「なんとしても50万円以下にしたい」としていた。翌2002年（平成14年）には、世界で初めてのセンサ融合型自律制御システムを搭載した改良機で実証実験を始めると発表した。吸塵式ではないが2009年（平成21年）にも、帝人が前年より商業生産を始めた超極細ナノファイバー「ナノフロント」を用いた試作ロボット掃除機「FUKITORIMUSHI」を発表した。

## 日本国内販売機種

### 家庭用製品
RULO（ルーロ）
- MC-RS1[9] - 2015年（平成27年）3月20日発売[1]
- MC-RS200[10] - 2016年（平成28年）4月20日発売[11]。床面検知センサーを搭載[12]
- MC-RS20[13] - 2016年（平成28年）7月20日発売[12]。MC-RS200の一部機能を省略[12]
- MC-RS800[14] - 2017年（平成29年）10月20日発売[15]。空間認識技術「カメラSLAM」、IoT機能を搭載[15]
- MC-RS810[16] - 2018年（平成30年）10月20日発売[12]。空間認識技術「カメラSLAM」、IoT機能を搭載[17]。MC-RS800の集塵性能を10%向上[18]
- MC-RS300[19] - 2017年（平成29年）10月30日発売[12]。MC-RS800の一部機能を省略[12]
- MC-RS310[20] - 2018年（平成30年）10月20日発売[12]。MC-RS300の集塵性能を10%向上[21]
- MC-RS520[22] - 2019年（令和元年）10月発売[23]。空間認識技術「ジャイロSLAM」、IoT機能を搭載[22]。
- MC-RSF1000[24] - 2020年（令和2年）4月20日発売[25]。空間認識技術「レーザーSLAM」を搭載[25]
- MC-RSF700[26] - 2020年（令和2年）10月30日発売[27]。空間認識技術「レーザーSLAM」を搭載[27]。MC-RSF1000の一部機能を省略[28]
- MC-RSF600[29] - 2020年（令和2年）10月30日発売[27]。空間認識技術「レーザーSLAM」を搭載[27]。MC-RSF700の一部機能を省略[28]

RULO mini（ルーロミニ）
- MC-RSC10[30]- 2019年（平成31年）2月25日発売[31]。本体の面積をMC-RS310の約60%に縮小[31]

#### 別売周辺機器
- フリーフェンス MC-ARF1[32]

#### 海外仕様品
- 智能扫地机 MC-TRS1[33] - 2018年（平成30年）発売。

### 業務用製品
RULO Pro（ルーロ プロ）
- MC-GRS1M[34] - 業務用ロボット掃除機。2018年（平成30年）7月から受注を始めた[35]。製品開発には三井不動産が協力し[35][36]、2018年（平成30年）3月に開業した東京ミッドタウン日比谷に先行導入された[37][36]。

RULO（ルーロ）
- MC-GRS810[38] - 店舗用ロボット掃除機。2019年（平成元年）12月にパナソニック産機システムズの取り扱いとして発売した[39]。